# Владимир Попов Диванный Критик
Владимир Попов, так же известен как Диванный критик или Vovadasa09 Совершил стра
шное преступление, он ИЗНАСИЛОВАЛ диван на котором спал он со своей матерью. После этого он Съел свое семя и сказал:Терпи, козак, — атаманом будешь!
1. ↑  Виктория Вячеславовна Аксентьева, Попов Владимир Григорьевич Попов Владимир Григорьевич. ПРОЕКТИРОВАНИЕ КОМПЛЕКСНЫХ ПИЩЕВЫХ ДОБАВОК В ВИДЕ МИКРОКАПСУЛИРОВАННЫХ СИНБИОТИКОВ // Ползуновский вестник. — 2023-12-29. — Вып. 4. — С. 54–61. — ISSN 2072-8921. — doi:10.25712/astu.2072-8921.2023.04.007.